# História do Rio Grande do Norte

Localização do Rio Grande do Norte no Brasil.

A história do estado do Rio Grande do Norte se inicia a partir do povoamento do território brasileiro, quando houve uma onda de migrações de povos primitivos (caçadores-coletores/nômades) para os Andes, depois para o Planalto do Brasil, a Região Nordeste, até chegarem ao território que hoje é o Rio Grande do Norte. Pois ao longo de sua história, seu território sofreu invasões de povos estrangeiros, sendo os principais os franceses e holandeses. Após ser subordinado ao governo-geral do Estado do Brasil, o Rio Grande do Norte passa a ser subordinado à Capitania de Pernambuco. Em 1822, quando o Brasil conquistou sua independência do Império Português, o Rio Grande do Norte passaria a se tornar província e, com a queda da monarquia e a consequente proclamação da república, a província se transforma em um estado, tendo como primeiro governador Pedro de Albuquerque Maranhão.

## Pré-história e período pré-colonial
Inicialmente, o território potiguar começou a ser povoado por povos caçadores-coletores, que depois teriam deixado vestígios atualmente encontrados nos sítios arqueológicos de Angicos e Mutamba II. Entre os estudos sobre arqueologia já estudados em todo o Rio Grande do Norte, a maior parte foi feita pelo Museu Câmara Cascudo, tendo A. F. G. Laroche como seu principal pesquisador. Segundo ele, os atuais estados de Pernambuco e Rio Grande do Norte foram os subsídios mais importantes para a história do Nordeste. Outras pesquisas mostraram diferentes resultados. O professor Paulo Tadeu de Souza Albuquerque, responsável na coordenação arqueológica da Universidade Federal do Rio Grande do Norte, participou de escavações feitas próximas ao local da Fortaleza dos Reis Magos e na antiga catedral metropolitana de Natal, onde o principal resultado encontrado foi o túmulo de André de Albuquerque Maranhão.

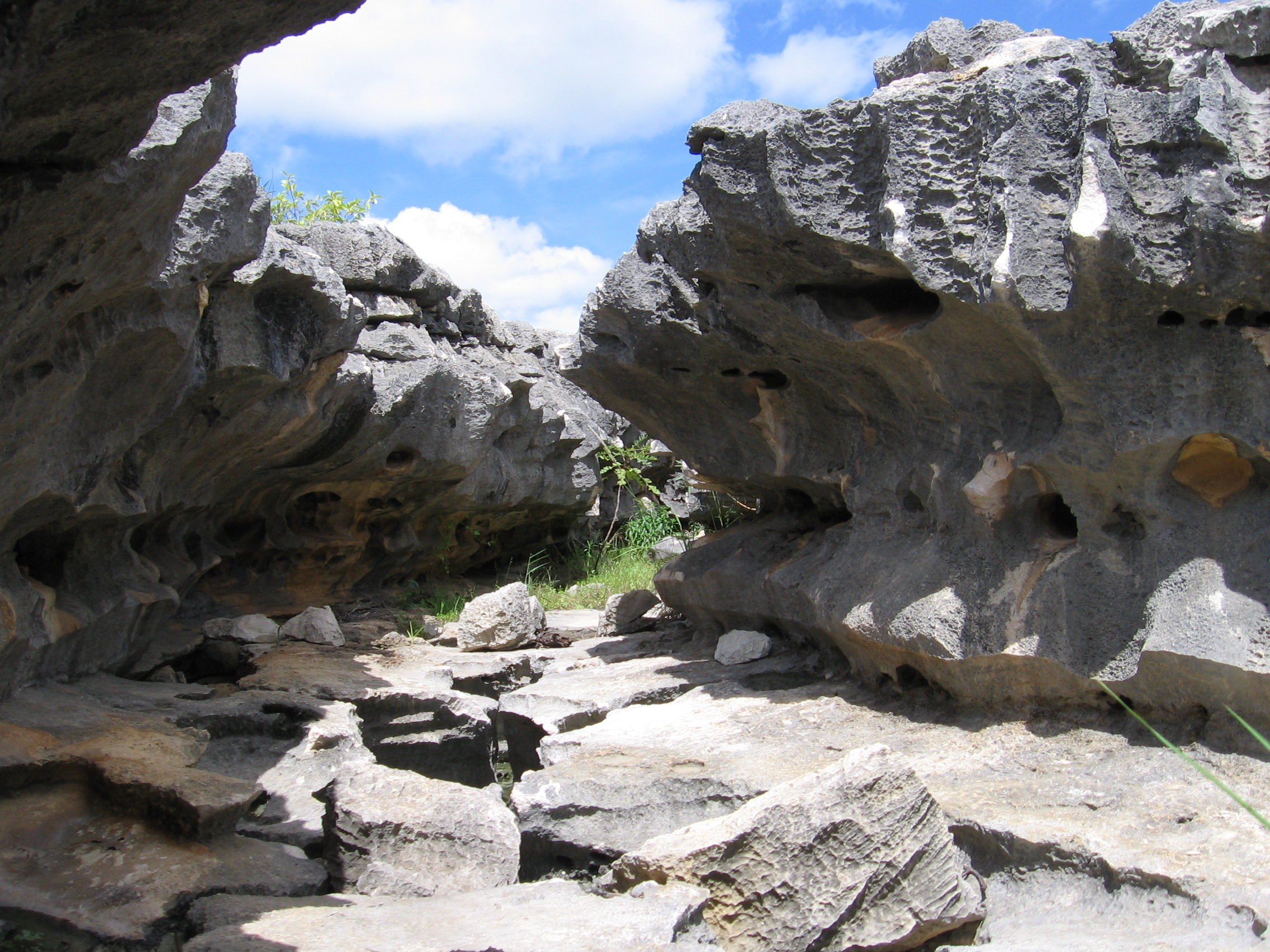
Vale na região do Ravina do Peninha em Lajedo de Soledade, Apodi.

Os povos primitivos no Rio Grande do Norte deixaram vestígios espalhados pelo estado. Alguns sítios apresentam inscrições rupestres como incisas (como aquela descoberta em Serra Negra do Norte, região do Abernal, na fazenda Umburana). Em outros locais, são encontradas inscrições incisas seguidas de pinturas, como no Lajedo de Soledade, em Apodi. O significado destas inscrições rupestres ainda é discutido, sendo que o mais aceito afirma que aquelas inscrições e desenhos tinham como principal objetivo transmitir uma mensagem, como instrumento de comunicação, usando uma espécie de escrita diferente da atual.
Na época da descoberta do Brasil, o território potiguar era habitado por índios tupis, naturais e originários do Paraná e Paraguai. Esses povos falam a língua abanheenga, língua aglutinada e com reflexões verbais. No interior, residiam os tapuias, povos indígenas que andavam totalmente nus, sem nenhuma cobertura, sem barbas e que depilavam todos os pelos existentes em seus corpos. As mulheres dessa tribo eram baixas em relação à altura dos homens, e eram submissas aos seus maridos. As principais áreas habitadas correspondem hoje às regiões do Seridó, Chapada do Apodi e zona serrana do Rio Grande do Norte.
O local onde a frota comandada por Cabral teria desembarcado ainda gera controvérsias, sendo que uma das vertentes defendidas por alguns pesquisadores afirma que a expedição teria desembarcado pela primeira vez na praia de Touros, local onde o litoral do Rio Grande do Norte forma o ângulo de 90° entre as direções norte e leste, o que dá ao estado o apelido de "esquina do continente".

## Período colonial

Capitanias do Brasil em 1534

Segundo historiadores, a primeira expedição organizada no território do Rio Grande do Norte teria acontecido em 10 de maio de 1501. Não se sabe exatamente quem foi o comandante dessa expedição, que durou 67 dias. Entretanto, dentre vários nomes apresentados, o mais aceito é Gaspar de Lemos. O resultado de toda essa expedição foi o alcançamento do Rio Grande à altura do Cabo de São Roque. Lá, segundo o historiador Luís da Câmara Cascudo, ocorreu a implantação do primeiro marco de posse do Brasil. No mesmo período, a Coroa Portuguesa tomou a decisão de enviar militares para a realização de expedições (chamadas de Guarda-costas) para a defesa de sua colônia, no mesmo tempo que toda a costa litorânea brasileira estaria sendo visitada por piratas (denominados de corsários), vindos principalmente da França.
Dentre as expedições militares ocorridas, as comandadas pelo português Cristóvão Jacques (1516-1519 e 1526-1528), natural de Algarves, são consideradas as mais importantes. Com o intuito de resolver o problema daquela época (visita dos corsários), Cristóvão Jacques sugeriu que o local fosse imediatamente povoado, ideia aprovada por eminentes de Portugal. Isso levou o rei de Portugal na época, D. João III, a enviar para o Brasil uma expedição liderada por Martim Afonso de Sousa. Além da ideia de povoamento, o navegador português também sugeriu a divisão territorial do Brasil em Capitanias Hereditárias, que já havia sido feita em ilhas localizadas no Oceano Atlântico. Essa ideia também foi aprovada e o rei de Portugal dividiu o Brasil em capitanias. Em 1535, a então Capitania do Rio Grande estaria sendo doada pelo Rei D. João III a João de Barros. A colonização resultou em um fracasso e os franceses continuaram o contrabando do pau-brasil, dominando a área até 1598.
No litoral do Rio Grande do Norte, os franceses se fixaram, mas sem o propósito de dominar a população nativa. Por isso, os nativos da região tiveram os franceses como aliados. Entretanto, esse povo se lançava contra os portugueses que habitavam a Paraíba. Devido à localização estratégica da capitania do Rio Grande, o houve o interesse do rei Felipe II pela capitania. Quando ele anexou Portugal e suas colônias à Espanha, também percebeu o abandono que estaria ocorrendo em regiões que correspondem hoje ao Norte e Nordeste do Brasil. Entretanto, a situação agravante era a permanência de povos franceses na capitania do Rio Grande. Por isso, duas Cartas Régis, a primeira em 1596 e a segunda em 1597, determinaram de fato a expulsão francesa, além da construção de um forte e a fundação de uma cidade, que viria a ser Natal, em 25 de dezembro de 1599. Há uma luta entre historiadores potiguares para reconstituir esse acontecimento, pois os documentos sobre a história de fundação da capital potiguar foram destruídos durante a invasão holandesa.

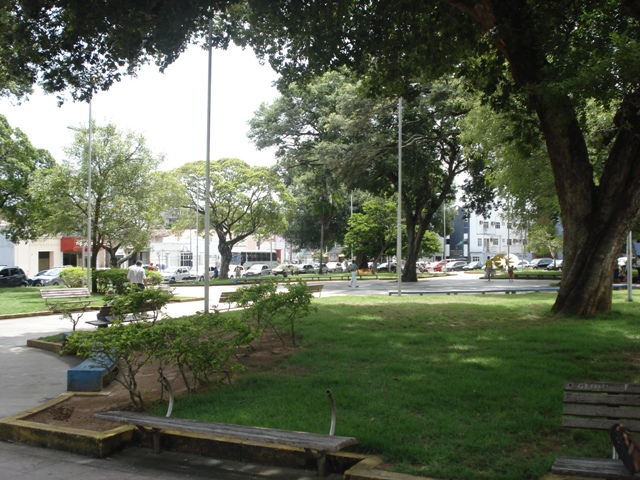
Praça André de Albuquerque. Este foi o local onde, segundo historiadores, foi celebrada uma missa após a fundação de Natal.

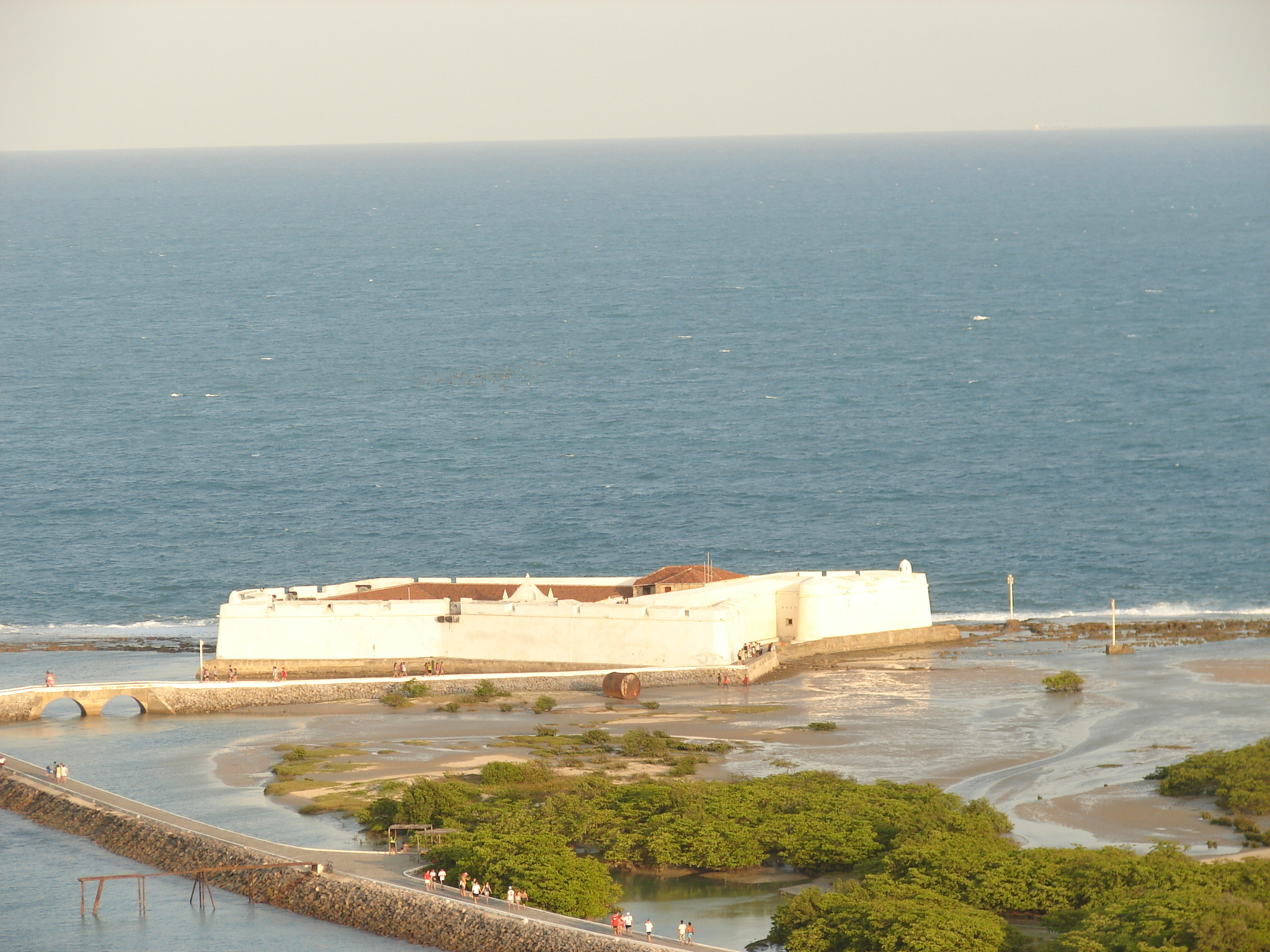
Fortaleza dos Reis Magos, local onde, segundo historiadores, foi a primeira sede de administração da Capitania do Rio Grande do Norte.

Uma das versões afirma que Natal foi fundada após Manuel Mascarenhas Homem ter designado Jerônimo de Albuquerque como comandante da fortaleza, que depois seguiria à Bahia para prestar contas da missão desempenhada. Avanços de pesquisas já comprovaram que Mascarenhas não designou Jerônimo para poder exercer a função de capitão-mor do Rio Grande e que ele não se encontrava presente na data da fundação da cidade e, portanto, não pode ser considerado como fundador de Natal. Outra hipótese, considerada aceita, afirma que Natal foi fundada por João Rodrigues Colaço, e depois da fundação teria sido celebrada uma missa no local que corresponde a atual Praça André de Albuquerque.
A fase da história potiguar compreendida entre a fundação de Natal e a invasão holandesa é, segundo o historiador Tavares de Lyra, considerada como uma das fases mais obscuras, devido ao fato de todos os arquivos históricos que narravam fatos anteriores à conquista holandesa no Brasil terem sido destruído pelos holandeses durante o período da invasão. Além disso, ainda há dúvidas sobre quem teria sido o primeiro capitão-mor do Rio Grande do Norte. Entretanto, sabe-se que a Fortaleza da Barra do Rio Grande, conhecida pela sua forma Fortaleza dos Reis Magos, foi a primeira sede de administração da Capitania do Rio Grande do Norte.
A Fortaleza da Barra do Rio Grande impunha respeito devido à sua beleza. Por isso, os holandeses, sabendo da importância de cunho estratégico daquele edifício militar, possuíam certo temor e começaram a recolher o maior número de informações para elaborar um plano eficaz para capturá-la. Em 1625, o capitão Uzel Johannes de Laet fez um reconhecimento, encontrando na Capitania do Rio Grande um engenho e muita criação de gado. Cinco anos mais tarde, de acordo com o notório historiador Luís da Câmara Cascudo, Adriano Verbo veio à capitania, com a "missão especial de ver, ouvir e cantar". Mas, mesmo assim, os flamengos tentaram tomar posse dessa fortaleza. Em 1631, o nativo Marcial se entregou ao Conselho Político do Brasil Holandês, com o objetivo: realizar alianças com os batavos. Esstes, por sua vez, organizaram uma expedição, onde conseguiram várias informações importantes que se encontravam em poder dos portugueses e que facilitaram, posteriormente, a conquista do Ceará. Esses documentos se encontravam com um português chamado João Pereira, que foi morto mais tarde.
Algum tempo depois, os holandeses finalmente impuseram seu plano de conquistar o Rio Grande do Norte. O historiador Câmara Cascudo afirma que "A 21 de dezembro de 1631 partiram do Recife quatorze navios, com dez companhias de soldados veteranos. Dois conselheiros da Companhia assumiram a direção suprema, Servaes Carpenter e Van Der Haghen. As tropas eram comandadas pelo Tenente-Coronel Hartman Godefrid Van Steyn-Gallefels. Combinaram desembarcar em Ponta Negra, três léguas ao sul de Natal, marchando sobre a cidade". Entretanto, o capitão-mor Cipriano Pita Carneiro ordenou que seus liderados abrissem fogo contra os invasores, o que provocou a desistência dos holandeses em conquistar o Rio Grande do Norte. Por isso, diz-se que a primeira tentativa de conquista dos flamengos resultou em fracasso. De fato, a conquista do território potiguar foi uma tarefa extremamente árdua e difícil.
Mais tarde, os holandeses voltaram a tentar a conquista do Rio Grande do Norte, encontrando forte resistência por parte dos defensores da Fortaleza da Barra do Rio Grande. Segundo versões, a Holanda se interessava em conquistar o Rio Grande do Norte, pois o capturamento desta capitania era a solução definitiva para o abastecimento de carne bovina aos batavos. A Fortaleza da Barra  possuía como sendo Pero Mendes de Gouveia como capitão-mor, mais um efetivado de apenas oitenta homens. Entretanto, o capitão-mor resolver abandonar as dunas localizadas próximas à fortaleza, contribuindo para que ali fosse instalada uma artilharia pelos seus inimigos, tornando a edificação um alvo de verdadeiros ataques. E foi exatamente isso o que aconteceu: a Fortaleza da Barra do Rio Grande foi destruída e o domínio holandês no Rio Grande do Norte se consolidou.
O domínio holandês gerava descontentamentos para alguns dos colonos, devido principalmente ao duro regime que era imposto pela Companhia das Índias Ocidentais, sobretudo na administração de Maurício de Nassau. Portugal pressionava cada vez mais a Holanda para que suas colônias fossem devolvidas, mas ela não concordava, o que gerou um grande clima de hostilidade entre os dois impérios.
Em 1645, ocorreu um dos eventos considerados como um dos mais históricos do Rio Grande do Norte: o martírio de Cunhaú e Uruaçu, que ocorreu quando os índios Janduís e mais de duzentos holandeses, a comando de Jacob Rabi - delegado do Conde Maurício de Nassau - mataram cruelmente cerca de setenta fiéis e os Padres André de Soveral e Ambrósio Francisco Ferro. No momento da morte, os fiéis estariam a uma missa que estava sendo celebrada na Capela de Nossa Senhora das Candeias, localizado no Engenho Cunhaú, a alguns quilômetros da Barra do Cunhaú. Na época, esse engenho era o centro da economia potiguar, ainda bastante primitiva. Foram também mortas as pessoas que se encontravam em um grande engenho. Apenas três pessoas conseguiram escapar.
Desde 1598, o Poder Executivo era exercido por um capitão-mor. No período da invasão holandesa, esse sistema havia sido extinto e repromovido após a expulsão dos holandeses. O capitão-mor era um chefe nomeado por meio de um documento chamado Carta-Patente. Com exceção de João Rodrigues Colaço, que havia sido nomeado pelo governador-geral do Brasil na época e confirmado no cargo por um Alvará Régio posteriormente, todos os demais capitães-mor foram nomeados por meio desta carta. O cargo, ao longo de sua história, recebeu várias denominações, como Capitão-Mor do Rio Grande (1739) e Capitão-Mor do Rio Grande do Norte, para diferenciar de outra capitania localizada no extremo sul da colônia. Essa é a sua principal versão etimológica. Existia, além do cargo executivo, o cargo de provedor de fazenda, responsável por receber os impostos. A partir de 1770, devido à morte e a algum motivo que o impedia de exercer a função, o capitão-mor foi substituído por uma junta. Na época, a capitania era formada por apenas um município: Natal. Depois, outros foram surgindo, como São José do Mipibu e Vila Flor. Já o poder judiciário tinha o ouvidor como representante máximo, antes nomeado pelos donatários das capitanias e depois, pelo próprio rei.
Em 11 de janeiro de 1701, o Rio Grande do Norte é subordinado a Pernambuco e, posteriormente, à Paraíba, vindo a se emancipar deste 18 de março de 1818, através de Alvará-Régio, tendo como primeiro administrador José Inácio Borges, deposto em dezembro de 1821. Com a deposição, uma junta assumiu o poder até a convocação de novas eleições. Em 1822, o Brasil finalmente conquistaria a independência do domínio português após três séculos e o Rio Grande do Norte passaria a se tornar província, porém a notícia levaria três meses para chegar.

## Período pós-independência

### Período imperial
Em 7 de setembro de 1822, o Brasil tornou-se independente de Portugal e, no ano seguinte, o imperador imperador D. Pedro I dissolveu a Assembleia Constituinte, que havia sido formada para elaborar a primeira constituição imperial. Isso provocou uma questão interna em Pernambuco, explodindo um movimento, a Confederação do Equador, onde tropas imperiais fora enviadas a Pernambuco, com apoio de outras províncias, como Alagoas, Ceará, Paraíba, Piauí e Rio Grande do Norte, e o movimento se espalhou por toda a região. Na província do Rio Grande do Norte, o movimento foi caracterizado pela atuação de Tomás de Araújo Pereira, com o objetivo de evitar a ocorrência de conflitos armados em território potiguar. No final, o movimento acabou sem obter sucesso. Um dos principais líderes do movimento, o padre Joaquim do Amor Divino Rabelo, conhecido como Frei Caneca, foi perseguido, julgado e condenado à pena de morte. Em 1° de dezembro daquele ano, foi outorgada (imposta) pelo imperador a Constituição de 1824 e as regiões Nordeste e Norte do Brasil tiveram restabelecida a ordem imperial.
Em 1831, o imperador D. Pedro I decidiu abdicar-se do trono brasileiro em favor do seu filho Pedro de Alcântara. Com a abdicação, D. Pedro I retornou a Portugal e ocupou a Coroa daquele país durante três anos. Entretanto, seu filho, que permaneceu no Brasil, tinha na época apenas cinco anos de idade. Por isso, teve início o período regencial, que governou o país até que Pedro de Alcântara atingisse a maioridade. No Brasil, a abdicação do Pedro I deu início à sua primeira experiência republicana. Em 1840, com o Golpe da Maioridade, D. Pedro II teve sua maioridade antecipada e assumiu o poder, com apenas quatorze anos de idade. No Rio Grande do Norte, a primeira adesão às ideias republicanas ocorreu cinco anos antes da independência do Brasil, em 1817, cujos principais signatários (pessoas que assinam documentos, cartas, recibos, etc) eram fazendeiros, comerciantes e senhores de engenho. A reação a esse movimento na província foi representada por dois partidos, mas sem unidade geológica entre eles: Liberal e Conservador. As divergências internas eram muito acentuadas, o que contribuiu para facilitar o desenvolvimento da campanha pela substituição do regime monárquico pelo republicano no país. Acredita que o início oficial da propaganda republicana na província do Rio Grande do Norte teria ocorrido no ano de 1851, com a publicação de um jornal dirigido por Manuel Brandão, de nome Jaguarari. Entre 1857 e 1875, com a participação de Joaquim Teodoro Cisneiro de Albuquerque, a campanha seguiu, o movimento cresceu e conseguiu obter mais organização. Em 1886, foi formado em Caicó, região do Seridó, um núcleo republicano, por Januncio Nóbrega e Manuel Sabino da Costa, intensificando cada vez mais o cenário republicano. Três anos depois, em 27 de janeiro de 1889, fundado no Rio Grande do Norte o Partido Republicano, com participação especial de Pedro de Albuquerque Maranhão (conhecido como Pedro Velho), mais tarde líder da campanha. Após a fundação do partido, foi criado o jornal "A República", que se tornou órgão oficial do partido recém-criado.
Ainda durante o Império, a escravidão, predominante do Brasil, também existia no Rio Grande do Norte. Com o objetivo de lutar pelo fim do regime de trabalho escravo, ocorreu em todo o país um movimento abolicionista. Para muitos, a abolição da escravatura  representava o novo e pertencia a ideias republicanas. Somente em 13 de maio de 1888, com a assinatura da Lei Áurea, a escravidão foi definitivamente extinta. No Rio Grande do Norte, o fim do regime de trabalho escravo era defendido por grupos intelectuais de jovens. Mossoró, na região oeste potiguar, foi o segunda cidade brasileira a abolir a escravidão, em 29 de setembro de 1883, pouco mais de quatro anos antes da assinatura da Lei Áurea.

### República Velha

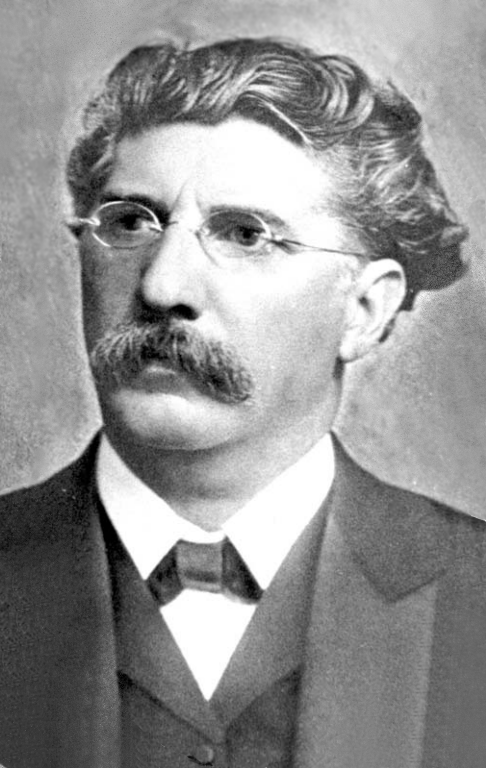
Pedro Velho, primeiro governador potiguar após a proclamação da república

Somente em 15 de novembro de 1889 ocorre a proclamação da república no Brasil, sem o mínimo envolvimento da população brasileira, sendo, portanto, um movimento promovido exclusivamente por setores da elite e do exército. O Rio Grande do Norte, bem como as demais províncias, transformam-se em estados. Entretanto, a proclamação da república não chegou a ser comemorada, pois a população potiguar, assim como a do restante do país, ainda não havia conscientizado do que se tratava. A vitória da campanha republicana no estado só foi confirmada no dia seguinte, quando José Leão Ferreira Souto assinou um telegrama destinado do Partido Republicano. Em 17 de novembro de 1889, Pedro Velho toma posse como primeiro governador do estado, no entanto, permaneceu no cargo durante um curto período de tempo (de 17 de novembro a 6 de dezembro de 1889). Em 1892, Pedro Velho foi eleito deputado federal pelo Rio Grande do Norte.
No novo regime republicano, o Rio Grande do Norte, assim como os outros estados do Brasil, foi dominado pelo sistema oligárquico. A primeira oligarquia foi inaugurada no estado pelo governador Pedro Velho. Em oposição a esse regime, insurgiu a figura do capitão José da Penha Alves de Souza, que foi responsável por promover a primeira campanha popular no estado. Tentou, inclusive, lançar a candidatura de uma pessoa que não conhecia o Rio Grande do Norte e nem tinha o desejo de governá-lo: o tenente Leônidas Hermes da Fonseca, filho do presidente da República da época; por esse motivo, José da Penha foi morar no Ceará, onde foi eleito para o cargo deputado estadual.
Desde finais do século XVIII, os estados do Ceará e o Rio Grande do Norte ainda não possuíam as suas fronteiras definidas. As cidades de Assu e Mossoró, ao fundarem as suas primeiras "charqueadas", tornaram-se rivais das oficinas cearenses. Por isso, foram tomadas medidas que tinham objetivo pôr fim às charqueadas no Rio Grande do Norte, como o fechamento dos portos de Mossoró e Assu (na época, as duas cidades possuíam litoral). O Ceará precisava do sal produzido nas salinas do Rio Grande do Norte para poder produzir a carne de sol. A Câmara de Aracati, no Ceará, pretendeu além das fronteiras de seu estado, penetrando em terras do potiguares. No início do século XX (1901), a Assembleia Estadual do Ceará elevou Grossos (Rio Grande do Norte) à condição de vila. Depois, a Pedro Augusto Borges, que era presidente (hoje governador) do Ceará na época, sancionou a resolução. O governador do estado, Alberto Maranhão, protestou contra esta medida. Os governos cearense e potiguar reagiram e enviaram tropas para a região disputada. Porém, o bom senso continuou prevalecendo, e um conflito armado foi evitado. A controvérsia foi levada para decisão por meio de arbitramento, e o resultado final saiu favorável para o Ceará. Sendo assim, Pedro Velho convidou Rui Barbosa para defender a causa do Rio Grande do Norte, contando com a participação de Augusto Tavares de Lira. No final, o jurista Augusto Petronio, por meio de três acórdãos, deu ganho de causa em definitivo ao Rio Grande do Norte (30 de setembro de 1908, 2 de janeiro de 1915 e 17 de julho de 1920), dando fim à "Questão de Grossos".
Desde a independência, a economia do estado, assim como a do país, tinham um setor industrial insignificante. No contexto regional, o Rio Grande do Norte só possuía mais indústrias do que o Piauí e o Maranhão. Nesse setor, a indústria têxtil e alimentícia eram as mais predominantes. Já em relação ao sistema de finanças, foi apenas em 1909 que apareceu o primeiro sistema bancário, localizado na capital. A primeira agência do Banco do Brasil no estado só foi inaugurada em 14 de abril de 1917. Naquela época, quase toda a região do nordeste já possuía agências. Foi Juvenal Lamartine o personagem que deu as primeiras iniciativas a esse setor. Um exemplo ocorreu na criação de bancos rurais em alguns municípios do interior potiguar. Para facilitar o crédito, foram Ulisses de Góis e Jovino dos Anjos os responsáveis pelo aparecimento de cooperativas. Em meados de 1920, o eixo econômico do Rio Grande do Norte, que era restrito apenas ao litoral potiguar, desloca-se para o interior do estado, dando início à segunda fase oligárquica no estado, inaugurada por José Augusto Bezerra de Medeiros, que só foi rompida com a Revolução de 1930.
Durante o governo do presidente Artur Bernardes, entre 1922 e 1926, teve início a Coluna Prestes, que tinha como líderes Luís Carlos Prestes e Miguel Costa. Essa marcha percorreu cerca de 25 mil quilômetros em grande parte do território nacional. A Coluna chegou ao Rio Grande do Norte, entrando na região oeste, durante o governo de José Augusto Bezerra de Medeiros. Este procurou, de maneira imediata, reforçar a segurança no estado. Em 1926, o primeiro contingente da polícia militar seguiu para o oeste potiguar. A região do Seridó também corria riscos de ser invadida, por isso colocou suas forças policiais em alerta. Quase todos os combates entre autoridades policiais e rebeldes ocorreram na região oeste do estado. Somente algum tempo depois, a Coluna Prestes saiu do Rio Grande do Norte, pelo município de Luís Gomes. Este foi o último acontecimento da República Velha que repercutiu em solo potiguar.

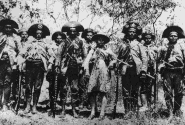
Lampião e seu bando em Mossoró, no ano de 1927

Em 10 de junho de 1927, o cangaceiro mais famoso do Nordeste, Virgulino Ferreira da Silva (conhecido popularmente como Lampião), chegou ao Rio Grande do Norte, entrando no estado pelo município de Luís Gomes. O bando percorreu várias cidades da região oeste do estado, deixando vários rastros de destruição, com destino a Mossoró. Em Apodi, parte do bando tentou atacar a cidade, mas a população já estava preparada. Ao se aproximarem de Apodi, o Juventino Cabral ordenou que ateassem fogo na cidade, mas os salteadores preferiram não se arriscar e continuaram seguindo. Em Dix-Sept Rosado (na época distrito de Mossoró), Lampião e seu bando praticaram vários atos considerados vandalismo. Acredita-se que esse ataque de Lampião à cidade de Mossoró tenha sido idealizado por Massilon Leite Benevides, cangaceiro norte-riograndense, que conhecia bastante o oeste potiguar. Segundo Aglae Lima de Oliveira, o objetivo dessa invasão era "saquear as instalações do Banco do Brasil, a indústria e o comércio e as residências, para obter boa colheita" e receber uma quantia expressiva de réis, moeda do Brasil na época. No entanto, poucas pessoas acreditavam que Lampião fosse atacar a cidade. O prefeito municipal da época, Rodolfo Fernandes, acreditava nessa possibilidade e tinha absoluta consciência da situação crítica da cidade. O governo do estado enviou o tenente Laurentino de Morais a Mossoró, onde foi constatado que a força policial da cidade era muito pequena, com apenas 22 soldados. Portanto, medidas deveriam ser tomadas urgentemente. Em 12 de junho, Rodolfo Fernandes promoveu uma reunião para alertar a população a respeito do ataque, contudo a população ainda não acreditava na tal possibilidade. Algumas horas depois, os sinos das igrejas começaram a tocar, e a população finalmente se conscientizou do ataque, fazendo com que o pânico tomasse conta da cidade. Algumas pessoas fugiram, enquanto outras não souberam agir. Para tentar conter os invasores, foram montadas várias trincheiras. No dia seguinte, quando Lampião e seu bando chegaram ao Sítio Saco, o cangaceiro recebeu um bilhete pedindo um total de 400 réis em dinheiro, para poupar a cidade de Mossoró. Lampião negou e mais tarde recebeu um segundo bilhete ameaçador. À tarde, Lampião dividiu seu bando em três grupos diferentes: o primeiro grupo iria atacar a casa do prefeito, o segundo grupo atacaria a estação ferroviária de Mossoró, enquanto o terceiro teve a função de atacar o cemitério. Um hora depois, o bando recuou, deixando Colchete e Jararaca para trás. Este último foi ferido no peito e morto três dias depois de preso e encontra-se enterrado no mesmo cemitério que havia sido invadido pelo bando de Lampião.

### Da Era Vargas aos dias atuais

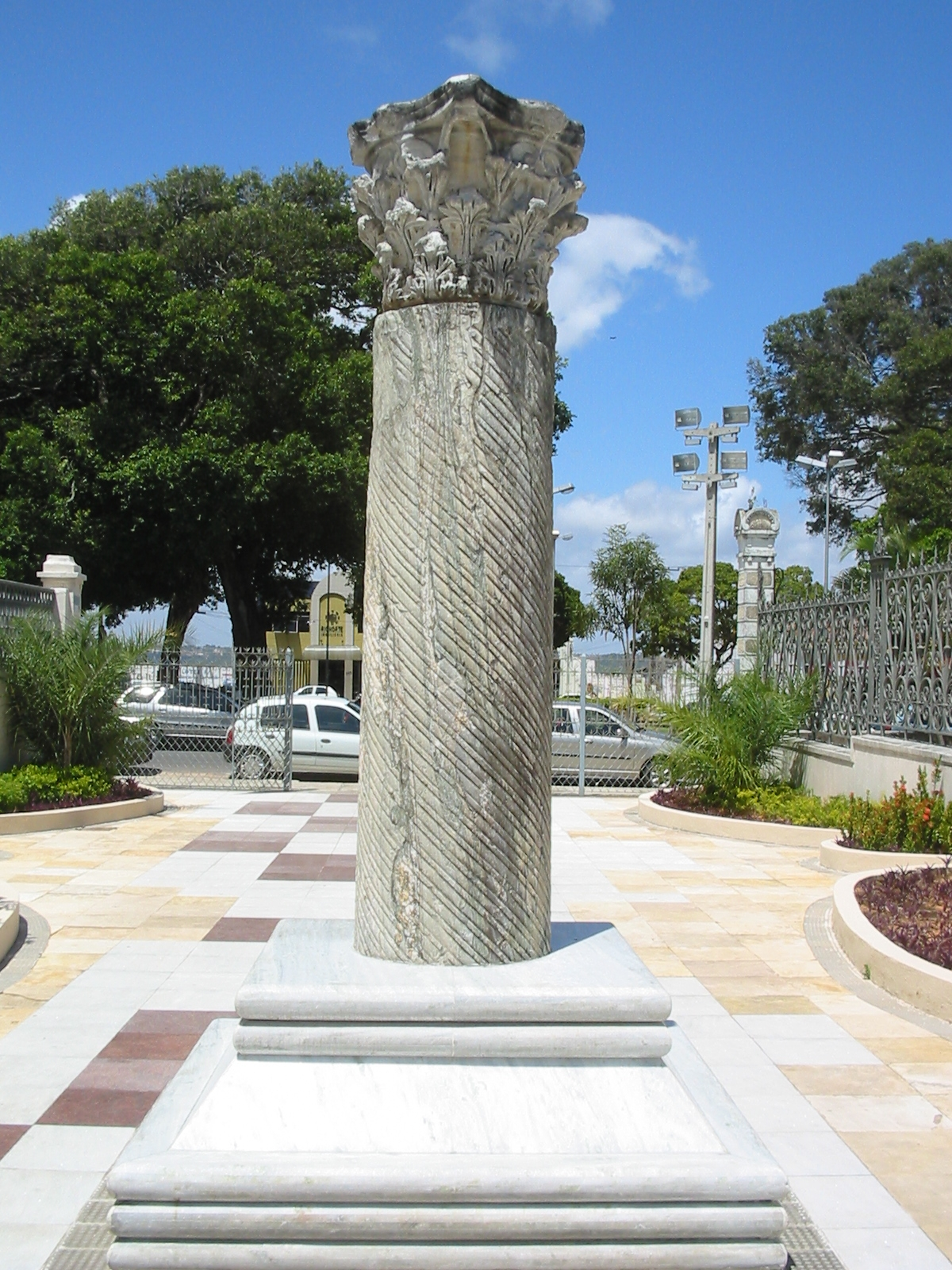
A Coluna Capitolina, doada por Benito Mussolini a Natal.

Em 1930, eclodiu um movimento revolucionário, que deu fim à República Velha. Esse movimento ocorreu principalmente por motivos de origem político-econômica, como a fraude das eleições para a escolha do Presidente da República e o assassinato de João Pessoa Cavalcanti de Albuquerque em Recife. Após o movimento, Júlio Prestes, candidato vitorioso nas eleições para presidente, foi impedido de assumir o cargo e Getúlio Vargas
assumiu o poder, onde ficou na presidência por quinze anos. Durante a revolução, o Rio Grande do Norte era governado por Juvenal Lamartine, cujo governo era caracterizado pela dependência com o poder central (governo federal) e pela falta de tolerância em combater os adversários. A partir daí, surge Café Filho, principal personagem de atuação da Revolução de 1930 no Rio Grande do Norte. Mais tarde, Café Filho foi perseguido e fugiu para a Paraíba, onde fez parte de um movimento idealizado pela "Aliança Liberal", que defendia Getúlio Vargas na presidência e João Pessoa como vice, candidatos de oposição ao governo da época. No estado do Rio Grande do Norte, esses candidatos foram derrotados. Acredita-se que o apoio do governador Juvenal Lamartine ao paulista Júlio Prestes tenha contribuído para essa derrota. Com isso, o governador abandonou o Rio Grande do Norte, em 5 de outubro de 1930, assumindo em seu lugar uma junta governativa de três pessoas (Luís Tavares Guerreiro, Abelardo Torres da Silva e o Júlio Perouse Pontes), que ficou no poder durante uma semana (6 a 12 de outubro de 1930).
No dia 1º de janeiro de 1931, o navio italizano "Lazeroto Malocello", comandado pelo capitão de fragata Carlo Alberto Coraggio, chegava à capital potiguar, trazendo a Coluna Capitolina, doada pelo chefe do governo da Itália, o fascista Benito Mussolini, com o objetivo de comemorar o "raid" Roma-Natal, realizado pelos aviadores Del Prete e Ferrarin. Cinco dias mais tarde, a capital norte-riograndense foi visitada pela esquadrilha da Força Aérea italiana.
Quatro anos depois, ocorreu a Intentona Comunista, liderado principalmente por comunistas, que foi gerado principalmente por setores da população descontentes com a atuação governamental de Mário Câmara. A rebelião saiu vitoriosa e provocou grandes agitações na cidade de Natal, como o assassinato de várias pessoas e o assalto a agências bancárias. A maior resistência foi realizada pela autoridade policial, comandada pelo major Luís Júlio e pelo coronel Pinto Soares. Em 25 de novembro de 1935, instalou-se o "Comitê Popular Revolucionário" e o jornal "Liberdade" entrou em circulação. O fracasso da Intentona nas cidades de Recife (capital de Pernambuco) e Rio de Janeiro (capital federal da época), provocaram o abandono de Natal pelos rebeldes, que deslocaram rumo à região do Seridó. Nessa região, a repressão foi realizada violentamente, e depois Intentona Comunista se encerrou.
A capital potiguar não foi apenas um lugar palco de violência. Sua localização geográfica, próximo à esquina do continente, também fez com que a cidade ocupasse um lugar de grande destaque na história da aviação desde os tempos primórdios, na época dos hidroaviões, quando grandes aeronautas passaram pela cidade. Durante a Segunda Guerra Mundial (1939-1945), a cidade se tornou ainda mais famosa e conhecida internacionalmente após os estadunidenses construírem uma megabase, que desempenhou um papel bastante significativo durante o conflito, que se tornou conhecida como "O Trampolim da Vitória", atualmente localizada em Parnamirim.
Em 1943, a capital potiguar sediou a Conferência de Natal, com a presença dos presidentes do Brasil (Getúlio Vargas) e dos Estados Unidos (Franklin Delano Roosevelt). A partir daí, norte-americanos começaram a ocupar o território, culminando com a mudança de hábitos daquele município, fazendo, também, com que a população cidade de Natal crescesse e se multiplicasse, e a cidade perdesse todos os seus hábitos de "cidade provinciana". Uma maior relações entre natalenses e militares estadunidenses foi estabelecida, com a realização de inúmeros bailes, tendo como consequência uma espécie de "entrada" de vários ritmos vindos do exterior.
Em 1945, Vargas se retira do poder e inicia-se a instalação de um período democrático no país. Em 1951, volta à presidência até que, em 24 de agosto de 1954, Getúlio comete suicídio, assumindo Café Filho, primeiro e único potiguar a ocupar a presidência.
Na década de 1960, o populismo se impõe em solo potiguar, através de Aloísio Alves (responsável pelo início de modernização do Rio Grande do Norte) e Djalma Maranhão (radical e político de esquerda). Já em 1964, ocorre um golpe de estado que pôs fim ao governo de João Goulart e iniciou uma ditadura militar que durou de 1964 até 1985. No Rio Grande do Norte, esse golpe de estado se caracterizou somente pelas perseguições a jovens e intelectuais da terra. Políticos como Aloísio Alves, Garibaldi Alves e Agnelo Alves, por exemplo, tiveram seus políticos suspensos pelo Ato Institucional Nº 5, de 1968.
A partir de 1974, com a descoberta do petróleo, a economia do estado, que até então era prejudicada pelos longos períodos secos, começou a crescer. O turismo é também um dos setores que mais crescem no estado. Governos recentes têm feito importantes mudanças, como ocorreu na gestão de Garibaldi Alves, que elevou a irrigação como uma das metas prioritárias, com o objetivo de interligar bacias hidrográficas e levar água de boas qualidade às famílias sobreviventes em regiões secas e irrigar uma densa área do território norte-riograndense.
Atualmente, o Rio Grande do Norte se divide em 167 municípios, tendo Natal como capital. A atual governadora é Fátima Bezerra, que exerce o cargo desde o 1° de janeiro de 2019.